# Idaea santaria
Idaea santaria är en fjärilsart som beskrevs av Jones 1921. Idaea santaria ingår i släktet Idaea och familjen mätare. Inga underarter finns listade i Catalogue of Life.